# 牛岩駅
牛岩駅（ウアムえき）は、大韓民国釜山広域市南区にある、韓国鉄道公社（KORAIL）の駅。2017年12月18日以降は休止駅となっている。

## 接続する鉄道路線
韓国鉄道公社
牛岩線（貨物線）

## 歴史
- 1951年8月10日 - 開業[1]。
- 2017年12月18日 - 貨物取扱中止[2]

## 隣の駅
韓国鉄道公社
牛岩線
釜山鎮駅 - 牛岩駅 - 神仙台駅